# 春日町 (豊中市)
春日町（かすがちょう）は、大阪府豊中市の町丁の一つ。現行行政地名は春日町一丁目から春日町五丁目。郵便番号は560-0052。住居表示実施済み地域。

## 地理
北は永楽荘に、西は宮山町に、南は向丘ならびに桜の町に、東は北緑丘とそれぞれ接する。

## 歴史
- 1959年（昭和34年）- 大字野畑の一部より春日町一丁目～三丁目成立。
- 1960年（昭和35年）- 四丁目が成立。
- 1972年（昭和47年）- 住居表示の実施に伴い、元々春日町だった区域と桜の町の一部より春日町一丁目～五丁目が新たに成立。

## 校区
2024年（令和6年）5月現在、市立の小中学校に通う場合、校区は以下の通り。
| 町丁         | 小学校         | 中学校       |
| ------------ | -------------- | ------------ |
| 春日町一丁目 | 桜井谷東小学校 | 第二中学校   |
| 春日町二丁目 | 桜井谷東小学校 | 第二中学校   |
| 春日町三丁目 | 野畑小学校     | 第十四中学校 |
| 春日町四丁目 | 野畑小学校     | 第十四中学校 |
| 春日町五丁目 | 野畑小学校     | 第十四中学校 |

## 事業所・従業員数
2021年（令和3年）実施の経済センサス活動調査によると、事業所・従業員数は以下の通り。
| 町丁         | 事業所数 | 従業員数 |
| ------------ | -------- | -------- |
| 春日町一丁目 | 22事業所 | 53人     |
| 春日町二丁目 | 41事業所 | 139人    |
| 春日町三丁目 | 23事業所 | 190人    |
| 春日町四丁目 | 27事業所 | 253人    |
| 春日町五丁目 | 32事業所 | 230人    |

## 世帯数・人口
2025年（令和7年）7月1日現在の丁目別人口は以下の通り。
| 町丁         | 世帯数  | 人口    |
| ------------ | ------- | ------- |
| 春日町一丁目 | 329世帯 | 750人   |
| 春日町二丁目 | 498世帯 | 1,097人 |
| 春日町三丁目 | 674世帯 | 1,514人 |
| 春日町四丁目 | 512世帯 | 945人   |
| 春日町五丁目 | 949世帯 | 2,069人 |

## 交通
阪急バスが乗り入れており、豊中駅、千里中央駅へ向かう千里営業所管轄のバス路線が通っている。なお、町域には鉄道は走っていない。最寄り駅は少路駅、桜井駅、または牧落駅。

### 阪急バス
- 永楽荘四丁目停留所
- 野畑住宅前停留所
- 春日町四丁目停留所
- 春日町二丁目停留所
- 宮山停留所

## 施設

### 公園・寺社
- 報恩寺
- ヒメボタル特別緑地保全地区
- 春日北公園
- 野畑公園

### 公共施設
- 豊中市立野畑図書館